# Umbusi
Umbusi är en by (estniska: küla) i Põltsamaa kommun i landskapet Jõgevamaa i östra Estland. Byn ligger vid ån Umbusi jõgi, 12 kilometer sydöst om staden Põltsamaa. Söder om byn ligger mossen Umbusi raba.
I kyrkligt hänseende hör byn till Põltsamaa församling inom den Estniska evangelisk-lutherska kyrkan.